# Platja de Cala Joana
La platja de Cala Joana, o platja d'en Romaguer, és una platja natural del municipi de Sant Feliu de Guíxols (Baix Empordà), situada entre la platja dels Canyerets, a ponent, i la platja de Cala Urgell, a llevant. Té una longitud de 163 m i una amplada mitjana de 16 m, formada per còdols i blocs. No és accessible a peu.